# 행맨의 커스
《행맨의 커스》(영어: Hangman's Curse)는 미국에서 제작된 라팔 질린스키 감독의 2003년 공포 스릴러 영화이다. 프랭크 퍼레티가 2001년에 펴낸 소설 "Hangman's Curse"에 기반을 두었다. 데이비드 키스, 멜 해리스, 레이턴 미스터, 더글러스 스미스 등이 출연하였고, 리치 카원 등이 제작에 참여하였다.

## 줄거리
워싱턴주 스포캔의 한 고등학교에서 다른 학생들을 괴롭히던 미식축구 부원들이 10년 전 집단 따돌림을 당한 끝에 학교 부지에서 목을 매달아 자살했던 에이블 프라이를 본 뒤 혼수 상태에 빠진다. 학교는 초자연 현상의 진실을 파헤치는 스프링필드가에 조사를 의뢰한다. 

## 출연
- 데이비드 키스 - 네이트 스프링필드 역
- 멜 해리스 - 세라 스프링필드 역
- 레이턴 미스터 - 얼리샤 스프링필드 역
- 더글러스 스미스 - 일라이자 스프링필드 역
- 제이크 리처드슨 - 이언 스나이더 역
- 보비 브루어 - 레너드 베인스 역
- 대니얼 파버 - 노먼 블룸 역
- 에드윈 호지 - 블레이크 혼즈비 역
- 앤드리아 모리스 - 크리스털 스파크스 역
- 윌리엄 R. 모지스 - 코치 마카트 역
- 마거릿 트러볼타 - 데비 워덴 역
- 톰 라이트 - 댄 커리요 역
- 프랭크 퍼레티 - 앨저넌 휠링 박사 역

## 기타 제작진
- 공동 제작: 프랭크 퍼레티
- 배역: 딘 E. 프롱크, 도널드 폴 펨릭
- 미술: 빈센트 디펄리스
- 세트: 브라이언 콕스